# Campionati Internazionali di Sicilia 1998 - Qualificazioni singolare
Le qualificazioni del singolare dei Campionati Internazionali di Sicilia 1998 sono state un torneo di tennis preliminare per accedere alla fase finale della manifestazione. I vincitori dell'ultimo turno sono entrati di diritto nel tabellone principale. In caso di ritiro di uno o più giocatori aventi diritto a questi sono subentrati i lucky loser, ossia i giocatori che hanno perso nell'ultimo turno ma che avevano una classifica più alta rispetto agli altri partecipanti che avevano comunque perso nel turno finale.
Le qualificazioni del torneo Campionati Internazionali di Sicilia 1998 prevedevano 32 partecipanti di cui 4 sono entrati nel tabellone principale.

## Teste di serie
1. Arnaud Di Pasquale (Qualificato)
2. Juan-Albert Viloca-Puig (ultimo turno)
3. Jordi Burillo (secondo turno)
4. Jacobo Diaz-Ruiz (primo turno)

1. Assente
2. Tomáš Zíb (primo turno)
3. Oscar Serrano-Gamez (Qualificato)
4. Salvador Navarro-Gutierrez (secondo turno)

## Qualificati
1. Arnaud Di Pasquale
2. Oscar Serrano-Gamez

1. Massimo Valeri
2. Jean-Baptiste Perlant

## Tabellone

### Legenda
| - Q = Qualificato - WC = Wild card - LL = Lucky loser | - ALT = Alternate - SE = Special Exempt - PR = Protected Ranking | - w/o = Walkover - r = Ritirato - d = Squalificato |

### Sezione 1
|  | Primo turno      | Primo turno                | Primo turno        | Primo turno | Primo turno |  |  | Secondo turno | Secondo turno              | Secondo turno | Secondo turno | Secondo turno |   |   | Ultimo turno | Ultimo turno       | Ultimo turno       | Ultimo turno | Ultimo turno |  |
|  |                  |                            |                    |             |             |  |  |               |                            |               |               |               |   |   |              |                    |                    |              |              |  |
|  | 1                | Arnaud Di Pasquale         | Arnaud Di Pasquale | 6           | 7           |  |  |               |                            |               |               |               |   |   |              |                    |                    |              |              |  |
|  |                  | Francesco Aldi             | Francesco Aldi     | 2           | 6           |  |  | 1             | Arnaud Di Pasquale         | 7             | 4             | 6             |   |   |              |                    |                    |              |              |  |
|  | Ivan Ljubičić    | Ivan Ljubičić              | Ivan Ljubičić      | 6           | 6           |  |  |               | Ivan Ljubičić              | 6             | 6             | 4             |   |   |              |                    |                    |              |              |  |
|  | Matteo Colla     | Matteo Colla               | Matteo Colla       | 4           | 0           |  |  |               |                            |               |               |               |   |   | 1            | Arnaud Di Pasquale | Arnaud Di Pasquale | 6            | 6            |  |
|  | Dušan Vemić      | Dušan Vemić                | Dušan Vemić        | 6           | 7           |  |  |               |                            |               | Dušan Vemić   | Dušan Vemić   | 4 | 3 |              |                    |                    |              |              |  |
|  | Agustin Garizzio | Agustin Garizzio           | Agustin Garizzio   | 3           | 6           |  |  |               | Dušan Vemić                | 6             | 7             | 6             |   |   |              |                    |                    |              |              |  |
|  | 8                | Salvador Navarro-Gutierrez | 3                  | 6           | 6           |  |  | 8             | Salvador Navarro-Gutierrez | 7             | 5             | 2             |   |   |              |                    |                    |              |              |  |
|  |                  | Davide Scala               | 6                  | 3           | 1           |  |  |               |                            |               |               |               |   |   |              |                    |                    |              |              |  |

### Sezione 2
|  | Primo turno            | Primo turno             | Primo turno             | Primo turno | Primo turno |  |  | Secondo turno | Secondo turno           | Secondo turno           | Secondo turno       | Secondo turno       |   |   | Ultimo turno | Ultimo turno            | Ultimo turno            | Ultimo turno | Ultimo turno |  |
|  |                        |                         |                         |             |             |  |  |               |                         |                         |                     |                     |   |   |              |                         |                         |              |              |  |
|  | 2                      | Juan-Albert Viloca-Puig | Juan-Albert Viloca-Puig | 6           | 6           |  |  |               |                         |                         |                     |                     |   |   |              |                         |                         |              |              |  |
|  |                        | Francesco Palpacelli    | Francesco Palpacelli    | 2           | 1           |  |  | 2             | Juan-Albert Viloca-Puig | Juan-Albert Viloca-Puig | 6                   | 6                   |   |   |              |                         |                         |              |              |  |
|  | Eduardo Nicolas-Espin  | Eduardo Nicolas-Espin   | Eduardo Nicolas-Espin   | 7           | 6           |  |  |               | Eduardo Nicolas-Espin   | Eduardo Nicolas-Espin   | 3                   | 2                   |   |   |              |                         |                         |              |              |  |
|  | Ionuț Moldovan         | Ionuț Moldovan          | Ionuț Moldovan          | 6           | 2           |  |  |               |                         |                         |                     |                     |   |   | 2            | Juan-Albert Viloca-Puig | Juan-Albert Viloca-Puig | 3            | 3            |  |
|  | German Puentes-Alcaniz | German Puentes-Alcaniz  | 2                       | 7           | 6           |  |  |               |                         | 7                       | Oscar Serrano-Gamez | Oscar Serrano-Gamez | 6 | 6 |              |                         |                         |              |              |  |
|  | Igor Gaudi             | Igor Gaudi              | 6                       | 6           | 2           |  |  |               | German Puentes-Alcaniz  | German Puentes-Alcaniz  | 1                   | 5                   |   |   |              |                         |                         |              |              |  |
|  | 7                      | Oscar Serrano-Gamez     | Oscar Serrano-Gamez     | 6           | 6           |  |  | 7             | Oscar Serrano-Gamez     | Oscar Serrano-Gamez     | 6                   | 7                   |   |   |              |                         |                         |              |              |  |
|  |                        | Gianluca Luddi          | Gianluca Luddi          | 3           | 1           |  |  |               |                         |                         |                     |                     |   |   |              |                         |                         |              |              |  |

### Sezione 3
|  | Primo turno      | Primo turno      | Primo turno      | Primo turno | Primo turno |  |  | Secondo turno  | Secondo turno  | Secondo turno  | Secondo turno  | Secondo turno |   |   | Ultimo turno | Ultimo turno | Ultimo turno | Ultimo turno | Ultimo turno |  |
|  |                  |                  |                  |             |             |  |  |                |                |                |                |               |   |   |              |              |              |              |              |  |
|  | 3                | Jordi Burillo    | Jordi Burillo    | 6           | 7           |  |  |                |                |                |                |               |   |   |              |              |              |              |              |  |
|  |                  | Paul Kilderry    | Paul Kilderry    | 3           | 6           |  |  | 3              | Jordi Burillo  | Jordi Burillo  | 3              | 4             |   |   |              |              |              |              |              |  |
|  | Markus Hipfl     | Markus Hipfl     | Markus Hipfl     | 6           | 6           |  |  |                | Markus Hipfl   | Markus Hipfl   | 6              | 6             |   |   |              |              |              |              |              |  |
|  | Florian Allgauer | Florian Allgauer | Florian Allgauer | 3           | 3           |  |  |                |                |                |                |               |   |   | Markus Hipfl | Markus Hipfl | 6            | 1            | 2            |  |
|  | Olivier Malcor   | Olivier Malcor   | 6                | 0           | 7           |  |  |                |                | Massimo Valeri | Massimo Valeri | 3             | 6 | 6 |              |              |              |              |              |  |
|  | Mehdi Tahiri     | Mehdi Tahiri     | 4                | 6           | 5           |  |  | Olivier Malcor | Olivier Malcor | Olivier Malcor | 3              | 4             |   |   |              |              |              |              |              |  |
|  |                  | Massimo Valeri   | 4                | 6           | 6           |  |  | Massimo Valeri | Massimo Valeri | Massimo Valeri | 6              | 6             |   |   |              |              |              |              |              |  |
|  | 6                | Tomáš Zíb        | 6                | 4           | 3           |  |  |                |                |                |                |               |   |   |              |              |              |              |              |  |

### Sezione 4
|  | Primo turno           | Primo turno           | Primo turno       | Primo turno       | Primo turno |  |  | Secondo turno         | Secondo turno         | Secondo turno         | Secondo turno         | Secondo turno         |   |   | Ultimo turno    | Ultimo turno    | Ultimo turno    | Ultimo turno | Ultimo turno |  |
|  |                       |                       |                   |                   |             |  |  |                       |                       |                       |                       |                       |   |   |                 |                 |                 |              |              |  |
|  |                       | Charles Auffray       | 3                 | 6                 | 7           |  |  |                       |                       |                       |                       |                       |   |   |                 |                 |                 |              |              |  |
|  | 4                     | Jacobo Diaz-Ruiz      | 6                 | 4                 | 5           |  |  | Charles Auffray       | Charles Auffray       | Charles Auffray       | 2                     | 2                     |   |   |                 |                 |                 |              |              |  |
|  | Filippo Messori       | Filippo Messori       | Filippo Messori   | 6                 | 6           |  |  | Filippo Messori       | Filippo Messori       | Filippo Messori       | 6                     | 6                     |   |   |                 |                 |                 |              |              |  |
|  | Francesco Cina        | Francesco Cina        | Francesco Cina    | 3                 | 2           |  |  |                       |                       |                       |                       |                       |   |   | Filippo Messori | Filippo Messori | Filippo Messori | 6            | 2            |  |
|  | Jean-Baptiste Perlant | Jean-Baptiste Perlant | 4                 | 6                 | 7           |  |  |                       |                       | Jean-Baptiste Perlant | Jean-Baptiste Perlant | Jean-Baptiste Perlant | 7 | 6 |                 |                 |                 |              |              |  |
|  | Jan Weinzierl         | Jan Weinzierl         | 6                 | 4                 | 5           |  |  | Jean-Baptiste Perlant | Jean-Baptiste Perlant | Jean-Baptiste Perlant | 6                     | 6                     |   |   |                 |                 |                 |              |              |  |
|  | Elia Grossi           | Elia Grossi           | Elia Grossi       | Elia Grossi       | 3           |  |  | Elia Grossi           | Elia Grossi           | Elia Grossi           | 2                     | 2                     |   |   |                 |                 |                 |              |              |  |
|  | Giovanni Lapentti     | Giovanni Lapentti     | Giovanni Lapentti | Giovanni Lapentti | 2r          |  |  |                       |                       |                       |                       |                       |   |   |                 |                 |                 |              |              |  |